# Achimota
Achimota és una població del Districte Metropolità d'Accra, un dels districtes de la Regió de Gran Accra.
Al temps de la independència era una població separada a 10 km al nord d'Accra. És famosa perquè té el Col·legi Universitari de Ghana, principal centre d'ensenyament superior del país, fundada el 1927.